# Сапари, Дьюла
Граф Дьюла Сапари де Сапар, Мурашомбат и Сечи-Сигет (венг. Szapáry Gyula; 1 ноября 1832 Пешт, Австрийская империя — 20 января 1905, Опатия, Австро-Венгрия) — венгерский государственный деятель. Глава правительства Венгрии с 1890 по 1892 гг.

## Биография
Дьюла Сапари родился в видной венгерской дворянской семье. Его родителями были Юзеф Сапари, королевский советник, и баронесса Ана Орчи де Орчи. Он — двоюродный брат дипломата Фридриха Сапари, последнего посла Австро-Венгрии в Российской Империи.

## Политическая карьера

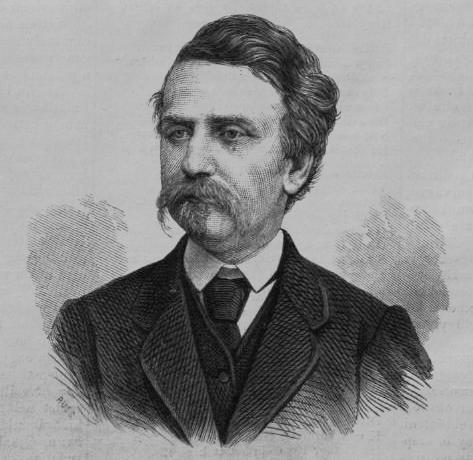
Дьюла Сапари в 1873 году.

Он изучал юриспруденцию, поступил на государственную службу и стал виконтом графства Хевес. Он провел девять законодательных сессий от Либеральной партии в качестве представителя в сейме Венгрии. В 1870 году он стал секретарем министерства транспорта, в 1873 году — министром внутренних дел, с 1878 по 1887 год — министром финансов в кабинете Кальмана Тисы, затем также министром транспорта и министром сельского хозяйства с 1889 года.
Во время его пребывания на посту премьер-министра Венгрии с 13 марта 1890 года по 17 ноября 1892 года министр финансов Шандор Векерле принял законы, направленные на продвижение промышленной, социальной и денежной реформы, предусматривающей замену серебряного форинта на золотую корону.
Сапари был осторожным и умеренным либеральным политиком, технократом, или бюрократом, как его описывают, но он мог положиться на опытных министров, которых он в значительной степени перенял из правительства Тисы. Таким образом, его правительство, по сути, также проводило политику своего предшественника. Его преемником стал Шандор Векерле.
Векерле, Дежё Силадьи, Габор Барош и Альбин Чаки были членами его кабинета. Относительный успех его правительства был возможен благодаря высокопоставленным министрам. Сапари был назначен управляющим казначейством в 1900 году. Он занимал пост президента Кредитного банка с 1904 года.

## Брак и дети

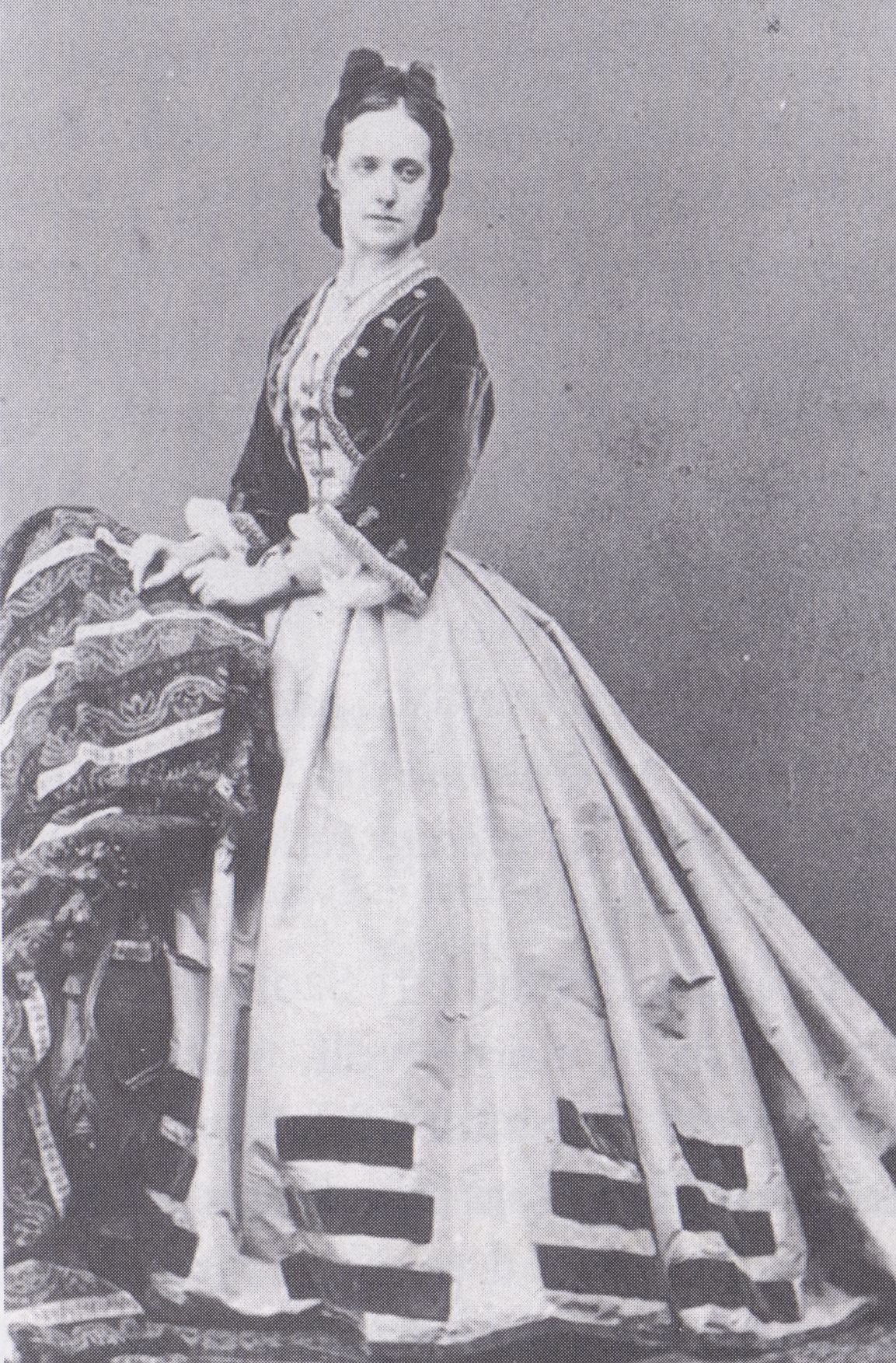
Жена - Графиня Каролина Фештетич и Тольна (1838–1919)

30 мая 1864 года в Будапеште женился на графине Каролине Фештетич (1838-1919), дочери Августа Фештетича и Тольны (1805 - 1882) и Адели Алмаши де Жадани Эт Торок-Сент-Миклош (1807 - 1870), фрейлине и даме ордена Звездного Креста. В их браке родилось семеро детей:
- Дьёрдь Агост Йожеф (1865–1929) - лорд-губернатор медье Яс-Надькун-Сольнок, императорский и королевский камергер; жена: Мария Маркович из Чернеки (1881–1946), 3 детей
- Дьюла Агостон Лёринц (1866–1919) - дипломат, австро-венгерский посол в Чили, не женат, бездетен
- Дьюла Карой Йожеф (1867–1927) - тайный советник, камергер, полковник, потомственный член Палаты магнатов
- Фрэнсис (1869–1870)
- Амалия Ильма Анна Каролина (1872–1947); муж: граф Симон Ревай из Шклабины и Блатницы (1865–1928), сыновья  граф Иштван Ревай (1899–1989), Янош (1900–1953), Йожеф Ревай (1902–1945)
- Шарлотта (1875–1876)
- Мария Розалия Эмерика (1878–1960)

Его правнуком является экономист Дьердь Сапари, бывший управляющий Венгерским национальным банком и посол в США с января 2011 по январь 2015 года.